# Åträsket (Råneå socken, Norrbotten)
Åträsket är en sjö i Bodens kommun i Norrbotten och ingår i Råneälvens huvudavrinningsområde. Sjön har en area på 0,199 kvadratkilometer och ligger 55 meter över havet. Sjön avvattnas av vattendraget Abramsån (Djupsjöån).

## Delavrinningsområde
Åträsket ingår i det delavrinningsområde (734557-176046) som SMHI kallar för Ovan Lappmobäcken. Medelhöjden är 110 meter över havet och ytan är 24,53 kvadratkilometer. Räknas de 9 avrinningsområdena uppströms in blir den ackumulerade arean 165 kvadratkilometer. Abramsån (Djupsjöån) som avvattnar avrinningsområdet har biflödesordning 2, vilket innebär att vattnet flödar genom totalt 2 vattendrag innan det når havet efter 49 kilometer. Avrinningsområdet består mestadels av skog (88 procent). Avrinningsområdet har 0,27 kvadratkilometer vattenytor vilket ger det en sjöprocent på 1,1 procent.